# Frischzellentherapie
Die Frischzellentherapie (synonym: Zellulartherapie) ist ein therapeutisch unwirksames alternativmedizinisches Verfahren zur vermeintlichen Steigerung der Immunabwehr und wird teilweise auch im Rahmen von Anti-Aging-Therapien eingesetzt. Es wurde 1931 von dem Genfer Arzt und Sanatoriumsdirektor Paul Niehans (1882–1971) eingeführt. In den letzten Jahren hat diese Methode stark an Bedeutung verloren. Aufgrund der mit ihr verbundenen Gesundheitsgefährdung bei fehlendem therapeutischen Nutzen ist die Herstellung entsprechender Produkte in Deutschland seit Mai 2021 durch die Frischzellenverordnung verboten.

## Verfahren
Bei dieser Therapie wird eine Zellaufschwemmung (Suspension) von fetalen (ungeborenen) oder juvenilen (jungen) Kälbern oder Lämmern injiziert. Varianten sind Suspensionen von getrockneten oder tiefgefrorenen Extrakten.
Bei der Frischzellentherapie handelt es sich um eine Form der Organotherapie. Im Gegensatz zur Frischzellentherapie handelt es sich bei der Organotherapie im engeren Sinne um die Verwendung von Zubereitungen, die keinerlei Zellen und Zellbestandteile mehr enthalten.

## Anwendungsgebiete
Die Behandlung des Papstes Pius XII. im Jahr 1954 durch Niehans war der Grund für eine vorübergehende Popularität der Frischzellentherapie. Viele bedeutende Persönlichkeiten ließen sich in der Folge nach Niehans Methode behandeln, darunter der äthiopische Kaiser Haile Selassie und Kaiser Hirohito. Bis in die 1980er Jahre war die Therapie in Europa relativ weit verbreitet; auch in Deutschland ließen sich Prominente wie Bundeskanzler Konrad Adenauer, Verleger Axel Springer, Nationalfußballtrainer Helmut Schön, Fritz Walter oder der Schauspieler Willy Millowitsch behandeln.
Die Methode wurde und wird gegen chronische Erkrankungen aller Art, gegen Altersbeschwerden und gegen Krebs angeboten. Im Jahr 2000 boten in Deutschland rund zehn Sanatorien diese Therapie an. Eine einwöchige Kur kostete damals bis zu 10.000 Mark. Die erhoffte Wirkung: Die jungen Zellen sollen im menschlichen Körper alte Zellen ersetzen und quasi Reparaturarbeiten übernehmen.
Heute hat die Frischzellentherapie nur noch wenig Bedeutung innerhalb der Alternativmedizin.

## Risiken
Wie jedes Fremdgewebe können auch fetale Rinder- oder Schafzellen schwere allergische Reaktionen bis hin zum allergischen Schock mit Herz-Kreislaufstillstand verursachen. Ein wissenschaftlicher Nachweis über die Wirksamkeit der Therapie liegt nicht vor. Die evidenzbasierte Medizin lehnt die Zelltherapie deshalb grundsätzlich ab.
Mediziner bezeichnen die verwendeten Präparate als Risikomaterial, bei dem die Gefahr bestehe, dass Krankheiten eines Tieres auf den Menschen übertragen werden (Zoonose), zum Beispiel BSE, Tollwut oder Q-Fieber. Die Weltgesundheitsorganisation (WHO) gab eine entsprechende Warnung heraus. Weitere Risiken ergeben sich durch das mögliche Auftreten von Autoimmunerkrankungen.

## Nutzen-Risiko-Verhältnis
Nach einigen Todesfällen, die mit der Frischzellentherapie in Verbindung gebracht wurden, wurden die Herstellung und der Verkauf von Frischzellen in Deutschland 1997 durch den damaligen Bundesgesundheitsminister Horst Seehofer verboten, mit der Begründung, die Wirksamkeit der Präparate sei nicht nachgewiesen, ihre Anwendung sei bedenklich; es handele sich um Arzneimittel. Das Bundesverfassungsgericht hob das Verbot im Jahr 2000 auf mit der Begründung, der Umgang mit Frischzellen, die direkt in den jeweiligen Kliniken hergestellt und dort injiziert würden, stelle kein „Inverkehrbringen“ dar und sei daher nicht durch das Arzneimittelgesetz zu regeln. Es sei nicht der Bund zuständig, sondern als Teil einer Therapie bzw. Kur unterläge die Verabreichung von Frischzellen der Überwachung durch die Länder. Zu möglichen gesundheitlichen Risiken äußerten sich die Richter nicht.
Daraufhin wurde die Frischzellentherapie wieder breiter angewendet.
Das Bundesinstitut für Arzneimittel und Medizinprodukte (BfArM) und das Paul-Ehrlich-Institut (PEI) kommen in zwei Gutachten 2015/2016 zu dem Schluss, dass auch Frischzellen und Organextrakte, die nicht behördlich als Arzneimittel zugelassen sind, ein negatives Nutzen-Risiko-Verhältnis aufweisen und im Sinne des § 5 AMG (Arzneimittelgesetz) als bedenklich einzustufen seien. Das Arzneimittelgesetz verbietet nicht nur das Inverkehrbringen von bedenklichen Arzneimitteln, sondern seit 2009 auch ihre Anwendung bei einem anderen Menschen.
Im Jahr 2020 entschied das Landgericht München I, dass es sich bei „Frischzellen“ um ein bedenkliches Arzneimittel gem. § 5 AMG handelt, die bei bestimmungsgemäßem Gebrauch eine schädliche Wirkung aufwiesen, welche über ein nach Erkenntnissen der medizinischen Wissenschaft vertretbares Maß hinausgehe. Infolge des Urteils wurde einem Unternehmen die Herstellung, Anwendung und Bewerbung von Frischzellen tierischer Herkunft zum Zwecke der „Frischzellentherapie“ untersagt. Im Mai 2021 erließ das Bundesgesundheitsministerium mit Zustimmung des Bundesrates die Verordnung über das Verbot der Verwendung von Frischzellen tierischen Ursprungs bei der Herstellung von Arzneimitteln (FrischZV). Damit ist es verboten, bei der Herstellung von Arzneimitteln, die zur parenteralen Anwendung beim Menschen bestimmt sind, Frischzellen als Wirkstoff nach § 4 Absatz 19 des Arzneimittelgesetzes oder als Hilfsstoff zu verwenden, § 2 FrischZV.
Das Schweizer Bundesamt für Gesundheit (BAG) ging 2015 gegen Anbieter von unzulässigen Frischzellentherapien vor. Gegen mehrere Kliniken wurden Strafverfahren eingeleitet. Ziel der Intervention sei es, „die illegale Herstellung und Anwendung von Präparaten für die Frischzellen-Therapie in der Schweiz zu verhindern“. Die Wirksamkeit der Frischzellen-Therapie sei wissenschaftlich nicht erwiesen und dem fehlenden therapeutischen Nutzen stünden erhebliche Gesundheitsrisiken gegenüber, erklärte das BAG.
In fast allen Ländern der Welt ist die Frischzellentherapie verboten.